# 安然無恙
《安然无恙》（英語：Safe & Sound）是美國創作歌手泰勒絲的一首歌曲，並客串和圣战乐团，收錄於2012年電影《飢餓遊戲》的官方原聲帶中，於2011年12月26日在iTunes Store上数字發行。歌曲由泰勒絲、乔伊·威廉斯、约翰·保罗·怀特和T-本恩·本内特共同创作，其歌詞僅花2個小時即創作完成。音乐上，歌曲曲风为民俗和另類鄉村，泰勒絲表示其歌词表达了电影主角的“感同身受與惻隱之情”。
《安然无恙》獲得了主流樂評的好評，获得了多項獎項的提名，并這首歌的詞曲作家皆獲得了第55届格莱美奖“最佳创作影视媒体歌曲”。商業上，歌曲在公告牌百强单曲榜最高排第30名，亦進入了至少8個國家的單曲榜單。
歌曲的音樂錄影帶由菲利普·安德曼導演。錄影帶中，泰勒絲身穿白色長袍，光腳穿過沃特敦市的一個樹林。泰勒在愛的告白世界巡迴演唱會的澳洲場次現場表演了這首歌曲。
歌曲的重錄版本《安然無恙 (泰勒絲全新版)》於2023年3月17日隨另外兩首重錄歌曲《睁开双眼 (泰勒絲全新版)》、《如果這是一部電影 (泰勒絲全新版)》和一首全新歌曲《All of the Girls You Loved Before》一併發布。

## 背景
《安然无恙》由泰勒絲、乔伊·威廉斯、约翰·保罗·怀特和T-本恩·本内特共同创作。2011年夏，狮门娱乐让本内特为《饥饿游戏：电影原声带》录制一些歌曲。本内特最終找來了泰勒絲、魔力紅、圣战乐团和拱廊之火等藝人。同年秋天的一個晚上，本内特攜製作團隊和泰勒絲以及圣战乐团到自己洛杉矶的房子中寫詞。兩小時之後，歌曲就完成了。泰勒絲表示：“圣战乐团那晚在洛杉磯還有一場演出，所以他們火速趕到T-本恩的房子來。為了讓歌曲聽起來比現在更熱鬧，他們在製作上本可以做很多事情，但我覺得如果這樣做會是個錯誤。對於他來說，把這首歌弄成搖籃曲般是比較聰明的選擇。”
2011年12月22日，泰勒絲透過自己的Twitter賬戶發佈了歌曲的一段歌詞，并表示：“一件讓我興奮很長時間的事情很快就要發生了。”4天後，歌曲在iTunes Store上數位發行。

## 詞曲
《安然无恙》是一首民俗和另類鄉村風格的抒情歌曲，其曲風脫離了泰勒絲之前的鄉村流行風格。歌曲以G大調創作，其拍速為每分鐘72拍的緩拍。泰勒絲在歌曲中的音域範圍為G3至D5。歌曲主要以原聲吉他伴奏，其和聲由圣战乐团完成。泰勒絲表示，《安然无恙》的歌曲主題表達了《飢餓遊戲三部曲》主角“凱妮絲在（電影）不同部分中對小芸、比德和櫻草花的感同身受與惻隱之情。”

## 樂評與獎項
《安然无恙》獲得了大部分樂評的好評。《滾石》的乔迪·罗森給予歌曲4星評分（滿分5星），并認為這是泰勒絲“最漂亮的抒情曲。”在《饥饿游戏：电影原声带》的樂評中，AllMusic的希瑟·法勒斯選出本歌曲為原聲帶的亮點，并表示歌曲是原聲帶中“最重要的”歌曲。Idolator讚揚了泰勒絲“比起甜美更讓人毛骨悚然的喘息聲”，而《告示牌》的傑森·利普舒茨寫道，這首歌曲“帶有原聲帶的民謠曲風，不同於泰勒絲（以往的）歌曲”，并表示欣賞圣战乐团的客串。歌曲亦收穫了部分負面評價，《娱乐周刊》的編輯達倫·弗蘭尼奇表示不喜歡歌曲的歌詞和泰勒絲的演唱，他寫道：“比起勝利的頌歌，歌曲更像葬禮上的哀樂，尤其是歌曲以清脆的打擊樂器聲伴奏，聽起來就像是士兵要遭受劫難了一般”，“一點勝利的感覺也沒有”。《华尔街日报》的克里斯托弗·约翰·法利亦同意這種觀點，并認為歌曲“有著鄉村的感覺，卻又聽起來不像商業化的鄉村歌曲。”
在2012年鄉村音樂協會獎中，《安然无恙》被提名為“年度音樂事件”。在CMT音樂獎，歌曲獲得了“年度合作獎”提名。此外，歌曲還被提名為第70屆金球獎的“最佳原創歌曲”，但輸給了阿黛尔的《天幕杀机》。在第55屆葛萊美獎，《安然无恙》獲得了“最佳鄉村演唱合作”的提名，但輸給了大城小事合唱團的《Pontoon》，不過贏得了“最佳創作影視媒體歌曲”。

## 榜單表現
《安然无恙》發行首週以136,000數位銷售單元空降公告牌数字歌曲榜第19名。而在公告牌百强单曲榜中，歌曲空降第30名，這也成為了歌曲在該榜單的最高排位。隨著歌曲音樂錄影帶的發行，歌曲再次進入百強榜單第56名。在第11週，由於電影原聲帶即將發行，歌曲從第71名上升至了第35名。截止2014年11月，歌曲在美國已獲180萬份銷量，被美國唱片業協會認證為雙白金唱片。美國以外，歌曲在加拿大百强单曲榜最高排第31名，在澳大利亚單曲榜最高排第38名，在榜3週，在紐西蘭單曲榜最高排第11名，在榜5週。在英國單曲榜則最高排第67名。

## 音樂錄影帶
歌曲的音樂錄影帶由菲利普·安德曼導演，在一個公墓中拍攝，於美東時間2012年2月13日19：54在MTV首播。錄影帶中，泰勒絲身穿白色長袍，光腳穿過沃特敦市的一個樹林。在鏡頭中還可以看到圣战乐团坐在一個小屋的壁爐前伴唱這首歌曲。影片中泰勒絲尋找嘲笑鳥的畫面參照了《飢餓遊戲》的電影橋段。

## 現場表演

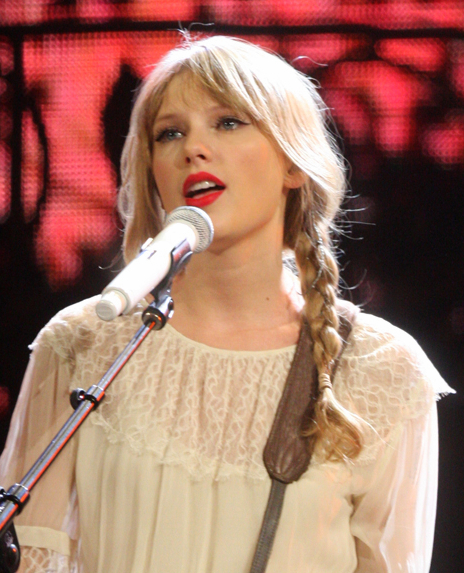
2012年泰勒絲在愛的告白世界巡迴演唱會表演

泰勒絲在愛的告白世界巡迴演唱會的澳洲場次現場表演了該歌曲。在表演中，泰勒絲身穿“閃光的落地長袍”，坐在舞台上的一個沙發上演唱這首歌曲。Taste of Country的布列塔尼·库珀表示，這是對迪士尼影片《美女与野兽》角色貝兒的致敬。库珀給予了表演好評，表示：“（泰勒絲）在一種異乎尋常的氛圍下表演了這首歌曲，帶給你從這首令人沉醉，無法自拔的抒情曲中想得到的一切。”除此之外，斯威夫特亦在2013年的紅巡迴演唱會奧斯汀場和費城第一場上，以及2023年的時代巡迴演唱會聖保羅第二場上表演了該歌曲。

## 曲目列表
數位下載
1. "Safe & Sound" – 4:01

## 榜單成績與銷售認證

### 週榜單
| 榜單（2011年-2012年）                | 最高 排位 |
| ------------------------------------ | --------- |
| 澳大利亚（澳大利亚唱片业协会單曲榜） | 38        |
| 比利时佛兰德（Ultratip榜外單曲榜）   | 62        |
| 加拿大（Canadian Hot 100）           | 31        |
| 新西兰（新西兰唱片音乐协会单曲榜）   | 11        |
| 波蘭（波蘭五十強舞曲榜）             | 44        |
| 韓國（Gaon國際單曲榜）               | 42        |
| 英國（官方榜單公司單曲榜）           | 67        |
| 美国（《告示牌》百大單曲榜）         | 30        |

### 銷售認證
| 地區                                  | 认证     | 认证单位/销量 |
| ------------------------------------- | -------- | ------------- |
| 美国（美國唱片業協會）                | 2× 白金† | 1,800,000     |
| *僅含認證的實際銷量 ^僅含認證的出貨量 |          |               |

†自2013年5月，美國唱片業協會認證開始認證流媒體銷量。

## 發行歷史
| 國家   | 日期           | 形式         | 廠牌   |
| ------ | -------------- | ------------ | ------ |
| 比利時 | 2011年12月26日 | 數位下載     | 大機器 |
| 巴西   | 2011年12月26日 | 數位下載     | 大機器 |
| 加拿大 | 2011年12月26日 | 數位下載     | 大機器 |
| 芬蘭   | 2011年12月26日 | 數位下載     | 大機器 |
| 德國   | 2011年12月26日 | 數位下載     | 大機器 |
| 葡萄牙 | 2011年12月26日 | 數位下載     | 大機器 |
| 俄羅斯 | 2011年12月26日 | 數位下載     | 大機器 |
| 西班牙 | 2011年12月26日 | 數位下載     | 大機器 |
| 瑞士   | 2011年12月26日 | 數位下載     | 大機器 |
| 美國   | 2011年12月26日 | 數位下載     | 大機器 |
| 英國   | 2012年3月28日  | 當代流行電台 | 大機器 |

## 重錄版本
2023年3月17日，斯威夫特透过聯眾唱片惊喜发行了《安然無恙》的重新录制版本《安然無恙 (重制版)》（英語："Safe & Sound (Taylor's Version)"），这是斯威夫特在其旧版唱片的母带所有权纠纷后重新录制的音乐的一部分。《安然無恙 (重制版)》在新西兰名列前十四。

### 背景和发行
在2019年与大机器唱片就前六张錄音室專輯和包括《安然無恙》在內的除《再瘋一點》和《無愛不活》外的全數電影原聲歌曲的母带权利发生纠纷后，斯威夫特宣布她将重新录制这几张专辑以及這些電影原聲歌曲。2023年3月16日，斯威夫特宣佈為慶祝即將到來的時代巡回演唱會，將於3月17日零點發佈三首重錄版歌曲《安然無恙 (重製版)》、《睜開雙眼 (重製版)》、《如果這是一部電影 (重製版)》和專輯《情人》中的未收錄歌曲《All Of The Girls You Loved Before》。

### 榜单表现
| 榜单（2023年）                            | 最高排行 |
| ----------------------------------------- | -------- |
| Canada Digital Song Sales (Billboard)     | 8        |
| New Zealand Hot Singles (RMNZ)            | 14       |
| 英國（官方榜单公司下載榜）                | 16       |
| UK Singles Sales (OCC)                    | 16       |
| 美国（《告示牌》Bubbling Under Hot 100）  | 4        |
| 美國（《告示牌》Billboard Digital Songs） | 5        |

## 發行歷史
| 國家 | 日期          | 形式     | 廠牌 |
| ---- | ------------- | -------- | ---- |
| 全球 | 2023年3月17日 | 數位下載 | 聯眾 |

## 外部連接
- YouTube上的官方音樂錄影帶